# Live 1986
Live 1986 (oder Eric Clapton & Friends Live 1986) ist ein Konzertfilm des britischen Rockmusikers Eric Clapton. Die Aufnahmen wurden 1987 auf VHS, 2003 als DVD und 2007 in Großbritannien auf CD veröffentlicht. Das Konzert wurde am 15. Juli 1986 im National Exhibition Centre in Birmingham aufgenommen.

## Titelliste
1. Crossroads (Robert Johnson)
2. White Room (Jack Bruce / Pete Brown)
3. Run (Clapton)
4. Miss You (Clapton / Phillinganes / Bobby Colomby)
5. Tearing Us Apart (Clapton / Phillinganes)
6. Holy Mother (Clapton / Stephen Bishop)
7. In the Air Tonight (Collins)
8. Layla (Clapton / Jim Gordon)
9. Sunshine of Your Love (Clapton / Bruce / Brown)

## Rezeption
Die Kritikerin Anneke Brüning fand die Aufnahmen, obwohl die Titelliste kürzer ist als bei Live at Montreux 1986, nicht weniger interessant. Die Veröffentlichung erreichte Platz 36 der ARIA Charts in Australien und platzierte sich auf Rang 4 der Top 20 Musikvideokassetten des Billboard in den Vereinigten Staaten. In Großbritannien platzierte sich die DVD auf Rang 2 der Official Charts. Insgesamt verkaufte sich die Veröffentlichung mehr als 212.500-mal (Album: 150.000; Video: 62.500).
Album

| Land/Region                  | Auszeichnungen für Musikverkäufe (Land/Region, Auszeichnung, Verkäufe) | Verkäufe |
| ---------------------------- | ---------------------------------------------------------------------- | -------- |
| Vereinigtes Königreich (BPI) | Gold                                                                   | 100.000  |
| Insgesamt                    | 1× Gold ·                                                              | 100.000  |

Hauptartikel: Eric Clapton/Auszeichnungen für Musikverkäufe
Videoalbum

| Land/Region                  | Auszeichnungen für Musikverkäufe (Land/Region, Auszeichnung, Verkäufe) | Verkäufe |
| ---------------------------- | ---------------------------------------------------------------------- | -------- |
| Australien (ARIA)            | Platin                                                                 | 15.000   |
| Brasilien (PMB)              | Gold                                                                   | 25.000   |
| Kanada (MC)                  | Gold                                                                   | 5.000    |
| Vereinigtes Königreich (BPI) | Gold                                                                   | 25.000   |
| Insgesamt                    | 3× Gold · 1× Platin ·                                                  | 70.000   |

Hauptartikel: Eric Clapton/Auszeichnungen für Musikverkäufe